# Djudjalarim
Djudjalarim (en azerbaïdjanais: Cücələrim, cyrillique: Ҹүҹәләрим, russe: Мои цыплята : Mes petits poussins) est une chanson azerbaïdjanaise composée pour les enfants. Elle a été chantée pour la première fois en mai 1959 au Festival de la décennie de l'art azerbaïdjanais à Moscou ; sa musique a été composée par Gambar Huseynli en 1949 et les paroles ont été écrites par Tofig Mutallibov.
Il s'agit d'une mère poulette qui prend bien soin de ses petits poussins, s'assurant qu'ils reçoivent suffisamment de nourriture et d'eau. La chanson a gagné en popularité auprès des enfants en URSS et bien au-delà de ses frontières. Il est également apparu dans l'épisode 6, "Campagne" (1973), du Nu, pogodi!. 
La chanson a été traduite dans de nombreuses langues telles que le russe, l'anglais, l'allemand, le japonais, le bulgare, le polonais, le serbo-croate et le roumain.
| Azerbaïdjanais | traduction française |
| --- | --- |
| Cip-cip cücələrim, Cip-cip, cip-cip cücələrim, Mənim qəşəng cücələrim, Tükü ipək cücələrim. Gözləyirəm tez gələsiz Göy çəməndə dincələsiz. Gözləyirəm tez gələsiz Göy çəməndə dincələsiz. Ay mənim — cücələrim Mənim göyçək cücələrim. Cip-cip cücələrim, Cip-cip, cip-cip cücələrim, Mənim qəşəng cücələrim, Tükü ipək cücələrim. Gəlin sizə yemək verim, Mən su verim, çörək verim. Gəlin sizə yemək verim, Mən su verim, çörək verim. Ay mənim — cücələrim Mənim göyçək cücələrim. Cip-cip cücələrim, Cip-cip, cip-cip cücələrim, Mənim qəşəng cücələrim, Tükü ipək cücələrim. Arzum budur, boy atasız, Ananıza tez çatasız. Arzum budur, boy atasız, Ananıza tez çatasız. Ay mənim — cücələrim Mənim göyçək cücələrim. Cip-cip cücələrim, Cip-cip, cip-cip cücələrim, Mənim qəşəng cücələrim, Tükü ipək cücələrim. Cip, cip, cip. | Djip, djip mes poussins Djip, djip, djip mes poussins Mes jolies poussins, Avec des plumes de soie. Je vous attends, venez vite Reposez-vous sur l'herbe verte. Je vous attends, venez vite Reposez-vous sur l'herbe verte. Oh mes poussins Oh mes poussins Mes jolies poussins. Djip, djip mes poussins, Djip-djip, djip-djip mes poussins, Mes jolies poussins, Avec des plumes de soie. Venez, je vous donnerai à manger, Je vous donnerai de l'eau, du pain. Venez, je vous donnerai à manger, Je vous donnerai de l'eau, du pain. Oh mes poussins Oh mes poussins Mes jolies poussins. Djip, djip mes poussins, Djip-djip, djip-djip mes poussins, Mes jolies poussins, Avec des plumes de soie. Mon souhait est que vous grandissiez, Vous rattrapez bientôt votre mère. Mon souhait est que vous grandissiez, Vous rattrapez bientôt votre mère. Oh mes poussins Oh mes poussins Mes jolies poussins. Djip, djip mes poussins, Djip-djip, djip-djip mes poussins, Mes jolies poussins, Avec des plumes de soie. Djip, djip, djip. |